# Ornithogalum × degenianum
Ornithogalum × degenianum là một loài thực vật có hoa lai ghép trong họ Asparagaceae. Loài này được Polg. mô tả khoa học đầu tiên năm 1928.